# Dipartimento degli Affari dei Veterani degli Stati Uniti d'America
Il Dipartimento degli Affari dei Veterani degli Stati Uniti d'America (VA) (United States Department of Veterans Affairs) è un Dipartimento federale del Governo degli Stati Uniti d'America responsabile per la fornitura di servizi medico-sanitari ai veterani delle forze armate statunitensi. È impiegato nell'elargizione delle pensioni, nell'assistenza sanitaria, nella riabilitazione professionale, nell'assistenza scolastica e nella sepoltura dei morti in battaglia. 
Nel 1930 venne fondata l'agenzia governativa Veteran Administration, un'agenzia federale per coordinare nel miglior modo gli aiuti ai veterani di guerra. Nel 1988, l'allora presidente Ronald Reagan trasformò la Veteran Administration in un dipartimento federale. Il Segretario responsabile del dicastero fa parte del gabinetto presidenziale. Viene nominato dal Presidente e confermato dal Senato. 
L'attuale segretario, sotto l'amministrazione Trump, è Doug Collins in seguito alla ratifica della nomina da parte del Senato.

## Organizzazione

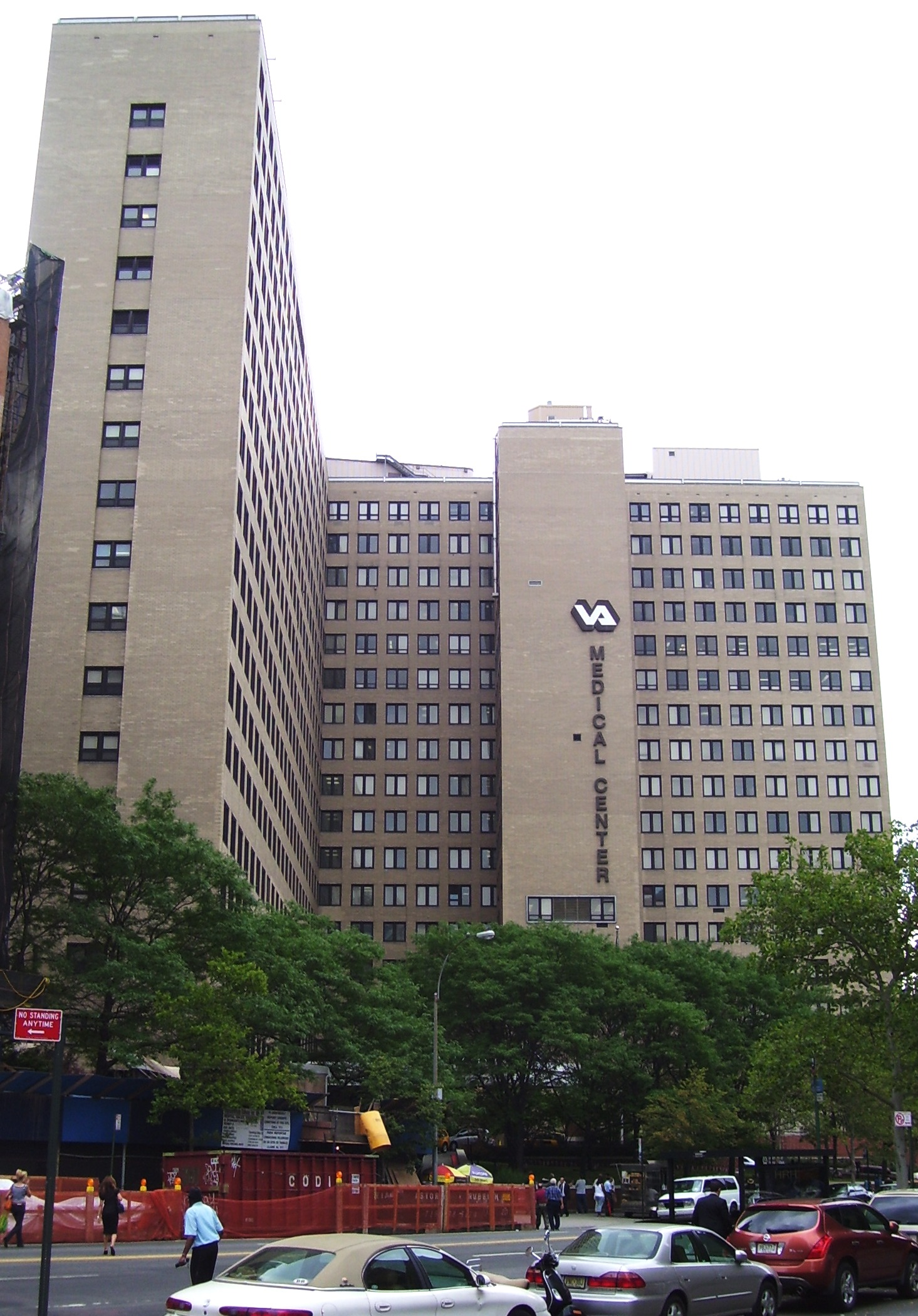
VA Medical Center a Manhattan, New York City

Il dipartimento è strutturato in tre branche principali, ciascuna gestita da un sottosegretario:
- Veterans Health Administration (VHA) - responsabile dell'assistenza sanitaria dei veterani e degli ospedali per reduci.
- Veterans Benefits Administration (VBA) - responsabile della verifica dei requisiti per accedere ai programmi di sostegno per veterani, delle assicurazioni, dell'istruzione e del reinserimento lavorativo e sociale.
- National Cemetery Administration - responsabile della sepoltura dei soldati e dei cimiteri militari

Attualmente impiega circa 412 892 persone.